# لاين ستيوارت
لاين ستيوارت (بالإنجليزية: Iain Stewart)‏ (23 أكتوبر 1969 - ) هو مدرب كرة قدم ولاعب كرة قدم بريطاني في مركز الهجوم. لعب مع نادي دندي.